# Halla Tómasdóttir
Halla Tómasdóttir, née le 11 octobre 1968 à Reykjavik, est une personnalité du monde des affaires et femme d'État islandaise. Elle est présidente de l'Islande depuis le 1er août 2024.

## Biographie

### Origines
Halla Tómasdóttir est née le 11 octobre 1968 à Reykjavik en Islande. Sa mère, Kristjana Sigurðardóttir, est éducatrice spécialisée, et son père, Tómas Björn Þórhallsson (décédé en 2008) est plombier.

### Formation
Après avoir été diplômée du Collège commercial d'Islande (Verzlunarskóli Íslands) en 1986 et de l'Ecole polythechnique d'Ármúla, Halla Tómasdóttir obtient sa licence en études commerciales, avec une spécialisation en gestion et en ressources humaines, à l'Université Auburn de Montgomery, aux États-Unis, et son MBA à la Thunderbird - School of Global Management de l'université d'État de l'Arizona en 1995. Elle a ensuite poursuivi des études doctorales à l'université de Cranfield, au Royaume-Uni, où elle a mené des recherches sur le leadership.

### Carrière financière
Halla Tómasdóttir commence sa carrière dans la gestion des ressources humaines et le développement organisationnel chez M&M/Mars et Pepsi Cola. Après dix ans aux États-Unis, elle rentre en Islande, où elle devient directrice des ressources humaines à la Icelandic Broadcasting Corporation Icelandic Broadcasting Corporation. En 1999, elle rejoint l'équipe fondatrice de l'Université de Reykjavik où elle fonde et dirige le département Executive & Continuing Education et Auður í krafti kvenna, un projet d'entreprenariat et d'autonomisation des femmes. Elle a également développé et donné des cours sur le comportement organisationnel, la conduite du changement et l'esprit d'entreprise à des étudiants de tous âges.
En 2006, Halla Tómasdóttir est devenue la première femme PDG de la Chambre de commerce d'Islande.
En 2007, Halla Tómasdóttir est la cofondatrice d'Auður Capital, une société d'investissement promouvant les valeurs féminines dans le secteur financier. Elle est l'une des neuf fondatrices de Mauraþúfan (Anthill), qui a organisé l'Assemblée nationale de 2009 consacrée à l'avenir de l'Islande après l'effondrement financier de 2008, et elle a organisé et présidé WE2015, un dialogue mondial sur la réduction de l'écart de salaire entre les hommes et les femmes, qui s'est tenu en 2015.
Elle est la directrice générale de l'ONG The B Team du milliardaire britannique Richard Branson, visant à mettre en valeur des pratiques humanitaires et environnementales dans le milieu des affaires.

### Parcours politique
Candidate indépendante lors de l'élection présidentielle de 2016, Halla Tómasdóttir termine en deuxième position (27,9 %), derrière le vainqueur Guðni Th. Jóhannesson (39,1 %).
De nouveau candidate lors de l'élection présidentielle de 2024 alors que Jóhannesson ne brigue pas un troisième mandat, elle est élue avec 34,3 % des voix, battant l'ancienne Première ministre Katrín Jakobsdóttir, qui recueille 25,5 % des suffrages,. Elle est la seconde femme élue présidente après Vigdís Finnbogadóttir en 1980. Elle entre en fonction le 1er août 2024,.